# De Standaard
De Standaard – flamandzki dziennik wydawany przez Corelio. W 2009 roku sprzedawało się dziennie 98 tys. egzemplarzy. Tradycyjnie sprzyjał Chrześcijańskim Demokratom i Flamandom, a znajdował się w opozycji do socjaldemokratów w przeciwieństwie do „De Morgen”. Obecnie jest raczej apolityczny.

## Historia
Miał być przeznaczony dla flamandzkich katolików. Pierwszy numer był przygotowany na 25 listopada 1914 roku, jednak wydanie zostało wstrzymane w związku z wybuchem I wojny światowej. Dziennik zadebiutował dopiero 4 grudnia 1918 roku w nakładzie 4 tys. egzemplarzy.
Gazeta została założona w Antwerpii, jednak pierwsza siedziba redakcji mieściła się w Brukseli, przy ulicy Greepstraat 43. Po roku przeniosła się do biur przy Jacqmainlaan. W 1920 roku uruchomiła własną drukarnię, rok później uruchomiła wydanie lokalne dla Antwerpii, pod tytułem De Handelsbode, zmienionym wkrótce potem na De Morgenpost. W 1922 roku De Standaard miał 12 tys. egzemplarzy nakładu, który do lat 30. XX wieku wzrósł do 25 tys. egzemplarzy.
De Standaard nie ukazywał się w czasie II wojny światowej. W 1976 wydawca miał problemy finansowe, ale ostatecznie dziennik został uratowany przez André Leysena. Później odkupił go Corelio.